# Units Podem
|  | No s'ha de confondre amb Unides Podem. |

Unidos Podemos (Podemos-IU-Equo) es una coalició electoral espanyola conformada per Podemos, Izquierda Unida, Equo i altres formacions com Puyalón, constituïda el 13 de maig de 2016 per presentar-se a les eleccions espanyoles del mateix any. En les següents eleccions es va presentar amb el nom Unides Podem.

## Programa electoral
El programa electoral de Unidos Podemos inclou mesures socialdemòcrates. En matèria d'infraestructures fa una aposta per una connexió ferroviària entre Múrcia, València i Saragossa.

## Membres
| Partit       | Partit                                                | Partit                                                | Àmbit         | Notes                       |
| ------------ | ----------------------------------------------------- | ----------------------------------------------------- | ------------- | --------------------------- |
|              | Podem (Podemos)                                       | Podem (Podemos)                                       | Estatal       |                             |
|              | Construint l'Esquerra-Alternativa Socialista (CLI–AS) | Construint l'Esquerra-Alternativa Socialista (CLI–AS) | Estatal       | Dissolt al 2018.            |
|              | Unitat Popular en Comú (UPeC)                         | Unitat Popular en Comú (UPeC)                         | Estatal       | Dissolt al 2016.            |
|              | Democràcia Participativa (Participa)                  | Democràcia Participativa (Participa)                  | Estatal       | Marxa al 2016.              |
|              | Equo (Equo)                                           | Equo (Equo)                                           | Estatal       | Marxa al setembre de 2019.  |
|              | Aliança Verda (AV)                                    | Aliança Verda (AV)                                    | Estatal       | Format al juny de 2021.     |
|              | Esquerra Unida (IU)                                   |                                                       | Estatal       |                             |
|              |                                                       | Partit Comunista d'Espanya (PCE)                      | Estatal       |                             |
|              | L'Aurora - Organització Marxista (L'Aurora)           |                                                       | Estatal       |                             |
|              | Izquierda Republicana (IR)                            |                                                       | Estatal       |                             |
|              | Esquerra Oberta (IzAb)                                | Marxa al desembre de 2018.                            | Estatal       |                             |
|              | Partido Feminista de España (PFE)                     | Expulsat al febrer de 2020.                           | Estatal       |                             |
|              | Candidatura Unitària de Treballadors (CUT)            | Andalusia                                             | Unit al 2018. |                             |
|              | Iniciativa per El Hierro (IpH)                        | El Hierro                                             |               |                             |
|              | Assemblea (Batzarre)                                  | Assemblea (Batzarre)                                  | Navarra       |                             |
|              | Alt Aragó en Comú (AltoAragón en Común)               | Alt Aragó en Comú (AltoAragón en Común)               | Osca          | Format al març de 2018.     |
|              | Segoviem (SGV)                                        | Segoviem (SGV)                                        | Segòvia       | Dissolt al desembre de 2016 |
|              | Més per Mallorca (Més)                                | Més per Mallorca (Més)                                | Illes Balears | Marxa al 2016.              |
|              | Izquierda Asturiana (IAS)                             | Izquierda Asturiana (IAS)                             | Asturies      | Marxa al 2016.              |
|              | Esquerra Castellana (IzCa)                            | Esquerra Castellana (IzCa)                            | Valladolid    | Marxa al 2016.              |
| Confluències |                                                       |                                                       |               |                             |
|              | Elkarrekin Podemos                                    | Elkarrekin Podemos                                    | País Basc     | Format a l'agost de 2016.   |
|              | En Comú Podem (ECP)                                   | En Comú Podem (ECP)                                   | Catalunya     |                             |
|              | Galícia en Comú (GeC)                                 | Galícia en Comú (GeC)                                 | Galícia       | Format al març de 2019.     |
|              | En Marea (EM)                                         | En Marea (EM)                                         | Galícia       | Expulsat al gener de 2019.  |
|              | A la valenciana (ALV)                                 | A la valenciana (ALV)                                 | País Valencià | Dissolt al juliol de 2016.  |

## Resultats electorals

### Eleccions legislatives
La coalició va obtenir 5.048.570 vots en les eleccions generals de 2016, un resultat inferior als 6.139.494 que van treure entre Podemos i Izquierda Unida en les eleccions de 2015. Posteriorment, a les eleccions d'abril i novembre de 2019 la coalició va seguir perdent suport.
| Any       | Líder          | Congrés   | Congrés   | Congrés  | Senat      | Senat     | Senat    | Govern                  |
| Any       | Líder          | Vots      | %         | Diputats | Vots       | %         | Senadors | Govern                  |
| --------- | -------------- | --------- | --------- | -------- | ---------- | --------- | -------- | ----------------------- |
| 2016      | Pablo Iglesias | 5,087,538 | 21.2 (#3) | 71 / 350 | 12,786,779 | 19.6 (#3) | 16 / 208 | Oposició (2016–18)      |
| 2016      | Pablo Iglesias | 5,087,538 | 21.2 (#3) | 71 / 350 | 12,786,779 | 19.6 (#3) | 16 / 208 | Suport extern (2018–19) |
| 2019 (I)  | Pablo Iglesias | 3,751,145 | 14.3 (#4) | 42 / 350 | 9,171,853  | 12.8 (#4) | 0 / 208  | Anticipades             |
| 2019 (II) | Pablo Iglesias | 3,119,364 | 12.9 (#4) | 35 / 350 | 7,884,444  | 12.4 (#3) | 0 / 208  | Coalició                |

### Parlament Europeu
| Any  | Líder             | Vots      | %         | Escons | Grup              |
| ---- | ----------------- | --------- | --------- | ------ | ----------------- |
| 2019 | Eugenia Rodríguez | 2,258,857 | 10.1 (#4) | 6 / 59 | GUE/NGL Verds/ALE |